# Rancho Queimado
Rancho Queimado – miasto i gmina w Brazylii, w stanie Santa Catarina. Znajduje się w mezoregionie Grande Florianópolis i mikroregionie Tabuleiro.